# Stockholms kommun
Stockholms kommun, av kommunen själv benämnd Stockholms stad, är en kommun i Stockholms län. Centralort är Stockholm som också är Sveriges huvudstad och residensstad för Stockholms län.
Största delen av kommunen är bebyggd, men de områden som saknar bebyggelse har en omväxlande natur med många öar och grönområden. Den tidigare stora industrisektorn har krympt då många av tillverkningsindustrierna lämnat kommunen. Många företag valde dock ändå att behålla  huvudkontoren i huvudstaden. En övervägande majoritet av de förvärvsarbetande är sysselsatta inom service- och administrativa funktioner. 
Fram till 1960-talet steg befolkningen, vilket följdes av 20 år där befolkningen minskade med totalt omkring 25 procent. Därefter har befolkningstrenden återigen varit positiv fram till början av 2020-talet. Efter valen på 2010-talet har kommunen växelvis styrts av  Alliansen och De rödgrönrosa.

## Administrativ historik
Kommunens område motsvarar, förutom Stockholms stad, socknarna Bromma (större delen av), Brännkyrka (större delen av), Huddinge (mindre del av), Järfälla (mindre del av), Sicklaö socken (mindre del av) Sollentuna (mindre del av), och Spånga (större delen av). Av dessa socknar bildades vid kommunreformen 1862 landskommuner med motsvarande namn. Stockholms stad bildade 1863 en stadskommun som 1868 inkorporerade Kungliga Djurgården som tidigare legat under Kunglig dispositionsrätt inom Danderyds skeppslag. Sicklaö landskommun uppgick 1888 i Nacka landskommun samtidigt som ett mindre område runt Danviks hospital överfördes till Stockholms stad.
I området inrättades följande municipalsamhällen:
- Liljeholmen 4 juli 1884 i Brännkyrka landskommun, upplöstes vid årsskiftet 1912/1913 då landskommunen uppgick i Stockholms stad
- Örby 1 januari 1904 i Brännkyrka landskommun, upplöstes vid årsskiftet 1912/1913 då landskommunen uppgick i Stockholms stad
- Mariehäll 6 november 1908 i Bromma landskommun, upplöstes vid årsskiftet 1915/1916 då landskommunen uppgick i Stockholms stad
- Hässelby villastad 3 juli 1913 i Spånga landskommun, upplöstes vid årsskiftet 1925/1926 då området uppgick i den då bildade Hässelby villastads köping
- Bromsten 10 juni 1904 i Spånga landskommun, upplöstes vid årsskiftet 1948/1949 då landskommunen uppgick i Stockholms stad
- Flysta 10 december 1915 i Spånga landskommun, upplöstes vid årsskiftet 1948/1949 då landskommunen uppgick i Stockholms stad
- Solhem 3 april 1908 i Spånga landskommun, upplöstes vid årsskiftet 1948/1949 då landskommunen uppgick i Stockholms stad

Brännkyrka landskommun införlivades i Stockholm stad 1 januari 1913. 1916 införlivades Bromma landskommun. 1 januari 1949 inkorporerades såväl Hässelby villastads köping som huvuddelen av Spånga landskommun. Utöver dessa sammanläggningar har mindre områden under åren fogats till Stockholm, såsom Hammarby från Nacka landskommun 1930 en mindre del i norra Bagarmossen från Nacka stad 1959. I samband med Vårbyaffären inkorporerades Skärholmen och Vårberg från Huddinge landskommun 1963.
Stockholms kommun bildades vid kommunreformen 1971 genom ombildning av Stockholms stad. Kyrkhamn, liksom Riddersvik och stora delar av Lövsta, överfördes från Järfälla kommun 1975. Hansta överfördes från Sollentuna kommun 1980.
Stockholms stad kom att stå utanför landstinget när Stockholms läns landsting bildades genom 1862 års kommunalförordningar och de uppgifter som landstinget skötte sköttes istället av staden. Staden gick upp i landstinget 1971.
Kommunen ingår sedan bildandet i Stockholms domsaga där sedan 2007 området Söderort ingår i Södertörns domsaga och området Västerort ingår i Solna domsaga medan området Innerstaden kvarstår ingående i Stockholms tingsrätts domsaga.
Kommunen ingår sedan 2010 i förvaltningsområdet för finska samt sedan 2019 i förvaltningsområdet för meänkieli och samiska. Kommunnamnet är Tukholman kaupunki på finska  och Stokholmin kaupunki på meänkieli samt Stuehkie gávpot (nordsamiska), Staare Stuehkie (sydsamiska), Stockhålma stáda (lulesamiska).

### Kommun eller stad
Vid den allmänna kommunreformen 1971 blev Stockholms stad Stockholms kommun, i likhet med alla tidigare landskommuner, köpingar och städer i Sverige. På grund av särskilda regler för Stockholm trädde det nyvalda kommunfullmäktige i funktion redan den 1 oktober 1970, i stället för den 1 januari 1971 som gällde för övriga landet.
På 1980-talet beslutade kommunfullmäktige i Stockholm att använda namnet Stockholms stad i stället för Stockholms kommun i de fall det ”saknar kommunalrättslig betydelse”. Begreppet Stockholms kommun används normalt i svenskt offentligt tryck till exempel i svensk författningssamling, i namnet på valkretsen som Stockholm utgör, liksom benämningen på dess fullmäktige Stockholms kommunfullmäktige.

## Geografi

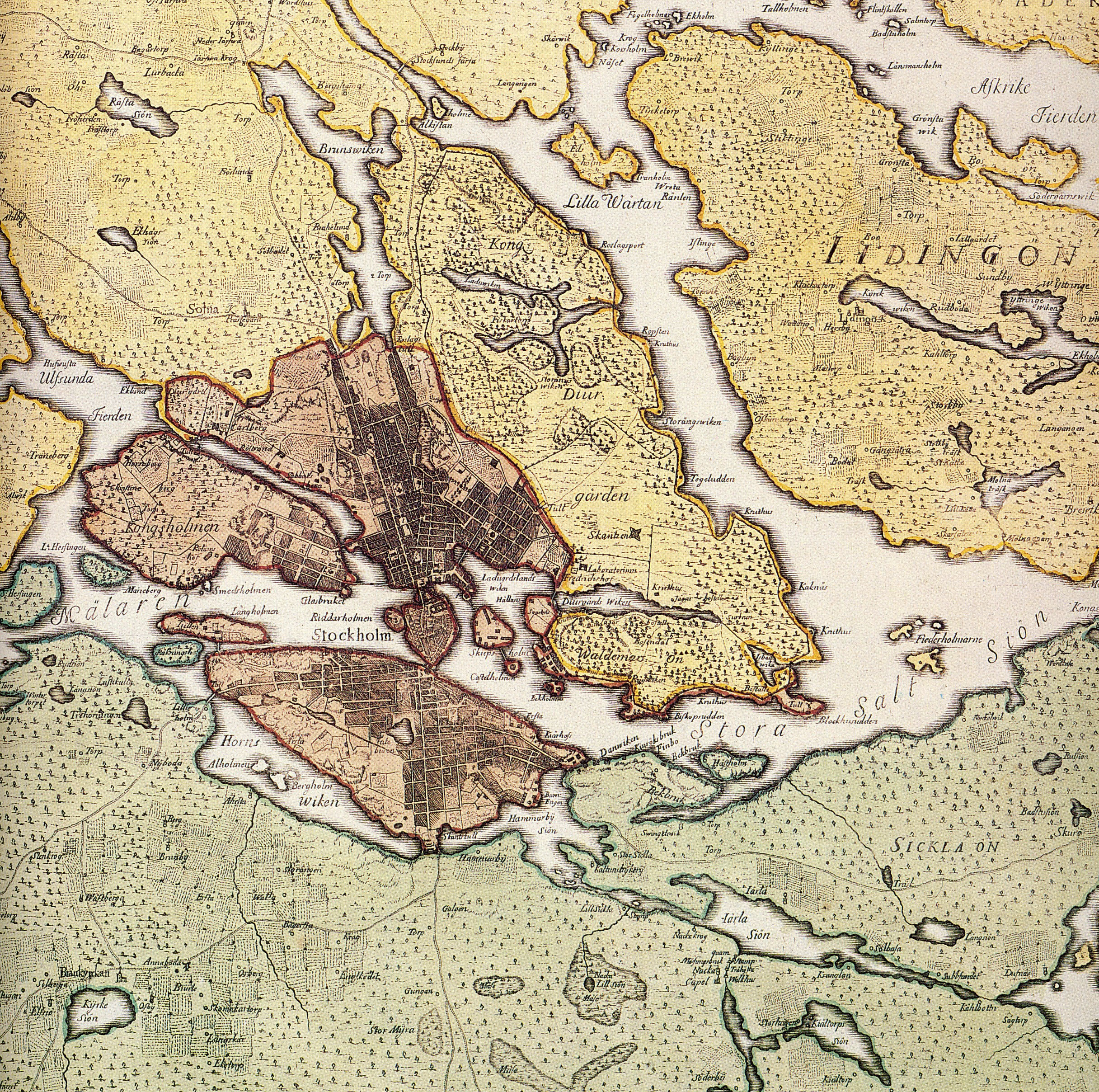
Georg Biurmans Charta Öfwer Stockholm från år 1750 eller 1751

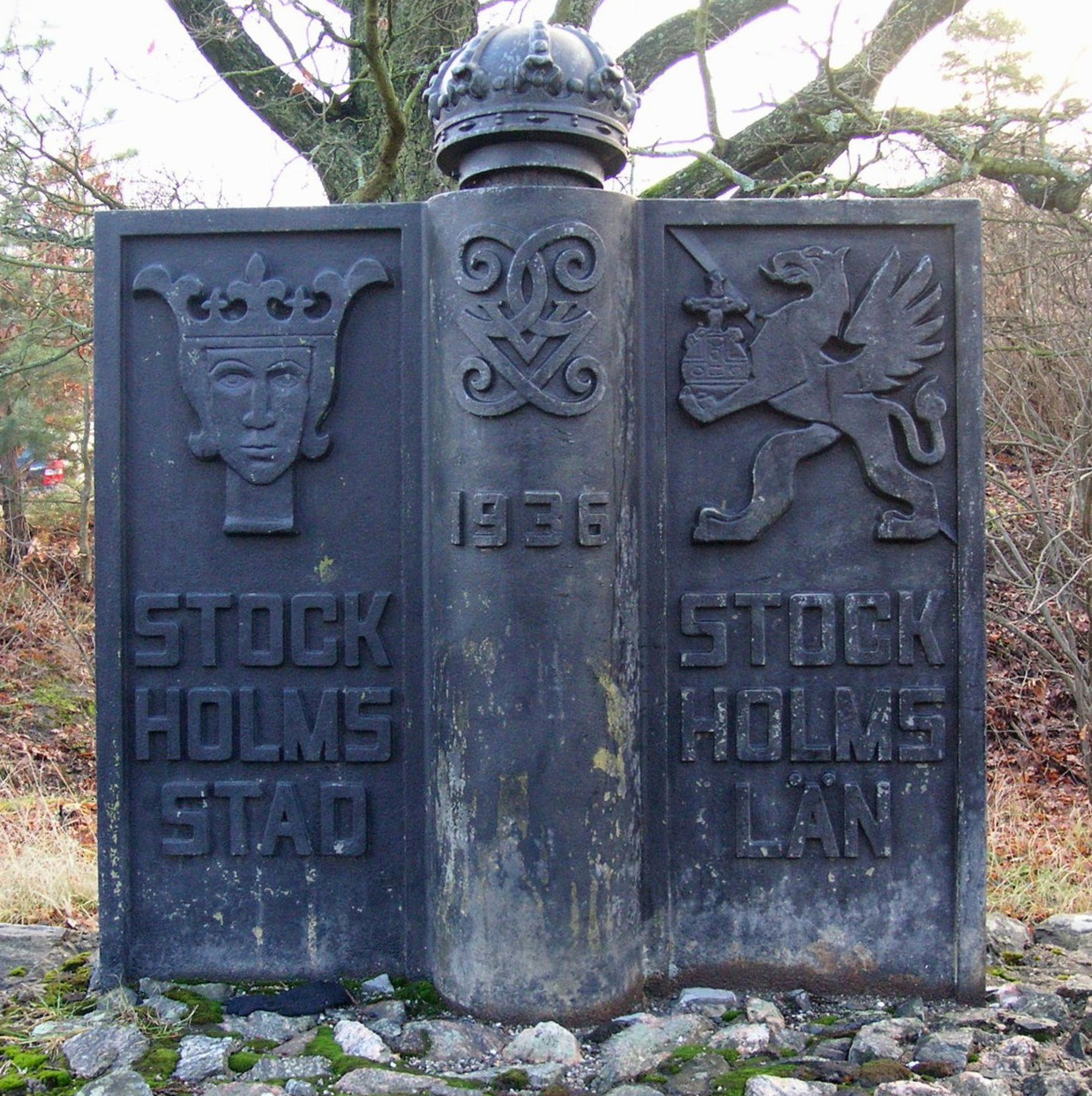
Gränsmärke från 1936 vid Gamla Södertäljevägen mellan Stockholms stad och Stockholms län.

Kommunen är belägen med de norra delarna i landskapet Uppland och de södra delarna i Södermanland. I öster ligger Östersjön med Stockholms skärgård och i väster Mälaren. I sydost gränsar kommunen till Tyresö kommun, i söder till Huddinge kommun, i väster till Ekerö kommun, i norr till Järfälla kommun, Sollentuna kommun och Danderyds kommun, i nordöst och nordväst till Sundbybergs kommun och Solna kommun, i öster till Lidingö kommun och Nacka kommun, alla i Stockholms län.
Genom de inkorporeringar som gjordes på 1900-talet och framför allt genom de som inte genomfördes har kommunen synnerligen oregelbundna gränser. I norr och öster gränsar Innerstaden direkt mot andra kommuner (Solna och Nacka), medan mycket längre ut liggande områden, som Akalla och Hansta ingår i Stockholm. Vid en resa med tunnelbanan från Kungsholmen till Kista passeras till exempel två andra kommuner (Solna och Sundbyberg) innan man åter är i Stockholm.

### Topografi och hydrografi
Största delen av kommunen är bebyggd, men de områden som saknar bebyggelse har en omväxlande natur med många öar och grönområden. Gnejser och graniter utgör den  uppspruckna berggrunden. Vid Skinnarviksbergen och Stadsgården löper en förkastningsbrant som tillsammans med Stockholmsåsen, som sträcker sig från  Observatoriekullen mot Brunkeberg och Gamla stan och vidare mot Södermalm, utgör de viktigaste topografiska strukturerna i kommunen. På höjder, så som Grimstaskogen och Judarnområdet, finns barrskogar och som kontrast finns frodiga ängar och ekskogar på Djurgården.
Nedan presenteras andelen av den totala ytan 2020 i kommunen jämfört med riket.
|  | Bebyggelse (55,0 %) |

|  | Skog (4,9 %) |

|  | Öppen myrmark (0,4 %) |

|  | Jordbruksmark (0,7 %) |

|  | Övrig mark (39,0 %) |

|  | Bebyggelse (3,1 %) |

|  | Skog (68,0 %) |

|  | Öppen myrmark (7,2 %) |

|  | Jordbruksmark (7,4 %) |

|  | Övrig mark (14,3 %) |

### Naturskydd
År 1994 inrättades en nationalstadspark, som utgörs av en unik blandning av natur och kultur, på Södra Djurgården samt större delen av Norra Djurgården. Parken löper över tre kommuner – Solna, Stockholm och Lidingö. Där återfinns exempelvis 800 olika sorters blomväxter, mer än 1200 arter skalbaggar och cirka 100 häckande fågelarter. Förutom parken fanns i början av 2020-talet 11  naturreservat och ett kulturreservat.
År 2010 var Stockholm Europas första  miljöhuvudstad och utsågs av Europeiska kommissionen. Motiveringen var bland annat att "staden har ett integrerat förvaltningssystem som garanterar att miljöaspekterna beaktas i budget, driftplanering, rapportering och övervakning", att "staden har minskat koldioxidutsläppen med 25 procent per invånare sedan 1990" samt att "staden har fastställt målet att vara fossilbränslefritt 2050".

### Administrativ indelning

#### För befolkningsrapportering
Fram till 2016 var kommunen för befolkningsrapportering indelad i 25 församlingar.
| De 25 församlingarna i Stockholms kommun |
| --- |
| - Stockholms domkyrkoförsamling - S:t Johannes församling - Adolf Fredriks församling - Gustav Vasa församling - S:t Matteus församling - Engelbrekts församling - Hedvig Eleonora församling - Oscars församling - Maria Magdalena församling - Högalids församling - Katarina församling - Sofia församling - Västermalms församling - Brännkyrka församling - Vantörs församling - Farsta församling - Enskede-Årsta församling - Skarpnäcks församling - Hägerstens församling - Skärholmens församling - Bromma församling - Västerleds församling - Vällingby församling - Hässelby församling - Spånga-Kista församling |

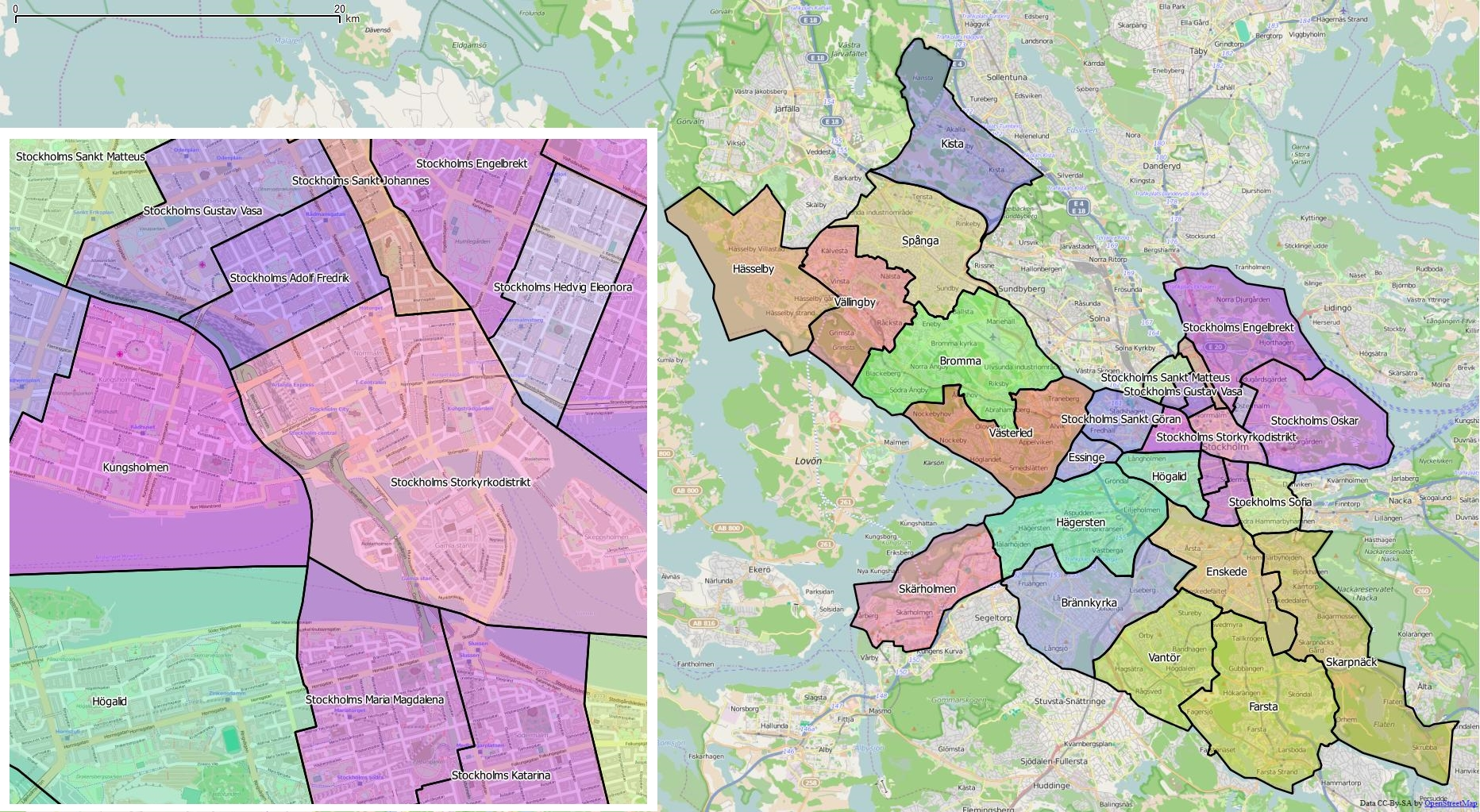
Distrikt inom Stockholms kommun

Från 2016 indelas kommunen istället i 28  distrikt:
| De 28 distrikten i Stockholms kommun |
| --- |
| - Bromma - Brännkyrka - Enskede - Essinge - Farsta - Hägersten - Hässelby - Högalid - Kista - Kungsholmen - Skarpnäck - Skärholmen - Spånga - Stockholms domkyrko - Stockholms Adolf Fredrik - Stockholms Engelbrekt - Stockholms Gustav Vasa - Stockholms Hedvig Eleonora - Stockholms Katarina - Stockholms Maria Magdalena - Stockholms Oscar - Stockholms Sankt Göran - Stockholms Sankt Johannes - Stockholms Sankt Matteus - Stockholms Sofia - Vantör - Vällingby - Västerled |

#### Stadsdelar
Kommunen är av administrativa och statistiska skäl indelad i en mängd, ibland delvis överlappande områden. Ur statistiksynpunkt används på högsta nivån begreppen Inre staden och Ytterstaden. I mer dagligt bruk används istället för Inre staden namnet Innerstaden och istället för Ytterstaden dess delar Västerort och Söderort. Huvudområdena är i sin tur indelade i stadsdelar. Det finns i Innerstaden 21, i Västerort 43 och i Söderort 52 stadsdelar. Stadsdelarna är i sin tur indelade i totalt 408 basområden, vilka vart och ett består av ett antal kvarter. Ovanstående områden är statistiska, snarare än administrativa. Det finns även en del informella områden. Exempel på sådana är Birkastaden, Diplomatstaden och Örnsberg.
För den kommunala förvaltningen är stadsdelarna grupperade i 11 stadsdelsområden (14 före 2020, 13 före 1 juli 2023), varav fem i Söderort (sex före 2020) och tre vardera i Innerstaden och Västerort. Dessa motsvarar dock inte de ovan nämnda stadsdelarna utan grupper av sådana. I varje stadsdelsområde finns en politiskt tillsatt stadsdelsnämnd med 11–13 ledamöter och under denna en stadsdelsförvaltning. Därutöver finns facknämnder och förvaltningar med hela kommunen som arbetsområde.
Stadsdelsområdena, per 1 juli 2023, med antal invånare per 31 december 2022:

Västerort
- Järva 91 990
- Hässelby-Vällingby 76 992
- Bromma 82 331

Innerstaden
- Kungsholmen 70 839
- Norra innerstaden 154 410
- Södermalm 130 055

Söderort
- Hägersten-Älvsjö 125 912
- Skärholmen 37 151
- Enskede-Årsta-Vantör 103 814
- Skarpnäck 46 415
- Farsta 61 819

### Valkretsar
För val till Sveriges riksdag utgör kommunen en valkrets, Stockholms kommuns valkrets. Denna valkrets har sedan 2014 29 fasta mandat.
Vid val till Stockholms kommunfullmäktige och Stockholms regionfullmäktige består kommunen av sex valkretsar. Dessa är:
1. Södermalm–Enskede
2. Bromma–Kungsholmen
3. Norrmalm–Östermalm
4. Östra Söderort
5. Västra Söderort
6. Yttre Västerort

### Tätorter
Huvuddelen av bebyggelsen i kommunen ingår i tätorten Stockholm, som går över kommungränserna och omfattar bebyggelse i tio andra kommuner. Norra delen av Järvafältet ingår i tätorten Upplands Väsby och Sollentuna. Inom kommunen finns också sedan år 2020 även två småorter, Geber, i Orhem och Lambarön.
Kommunen har även en landsbygdsbefolkning, med bland annat boende kring Kyrkhamn, Lilla Sickla och Flatensjön.

### Postadress
Det finns omkring 20 postorter inom kommunen.
- För innerstaden se Stockholm (postort)
- För ytterstaden se Söderort och Västerort

## Styre och politik

### Styre

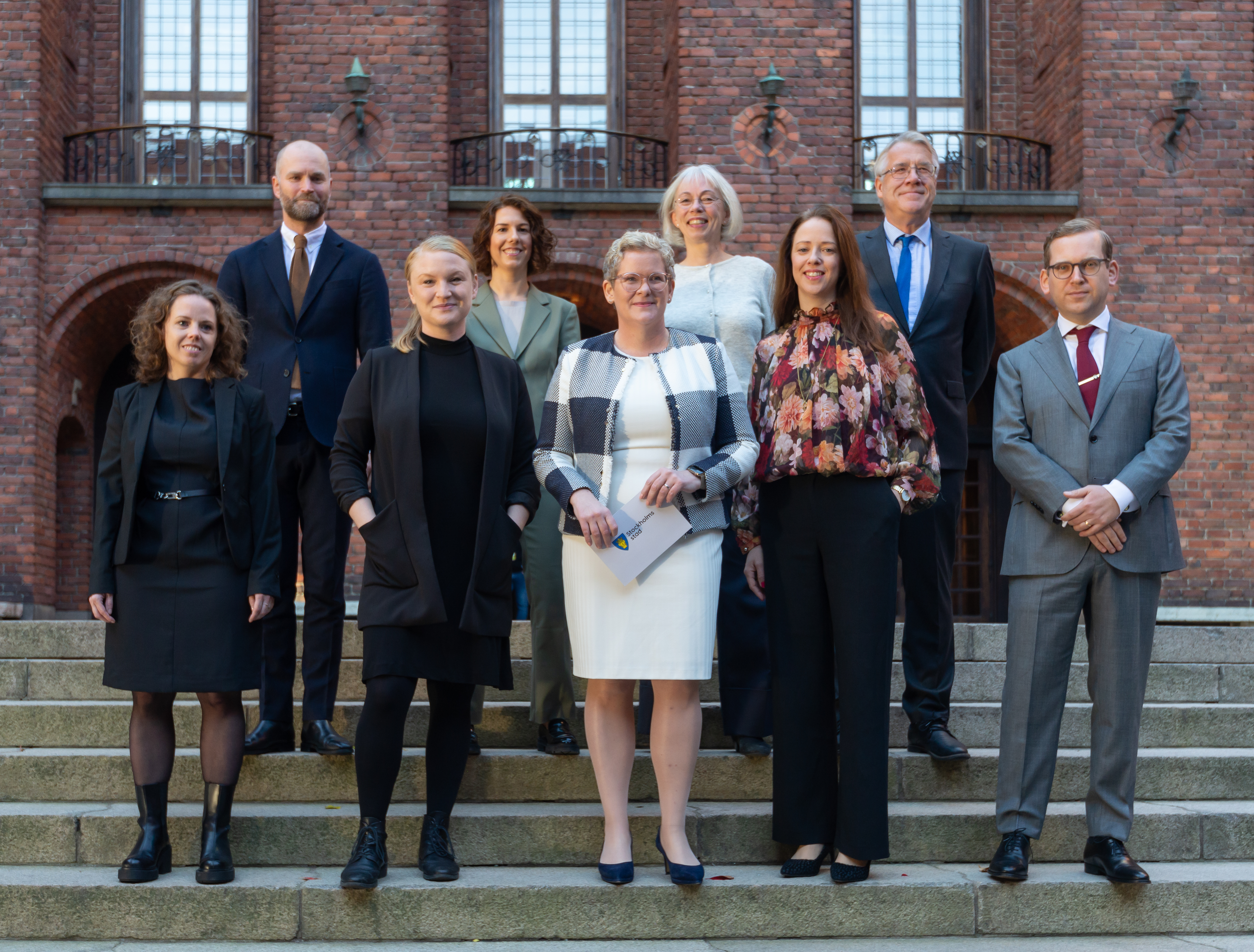
Borgarråden i Stockholms stad efter valet 2022

Mandatperioden 2014 till 2018 styrdes kommunen av en koalition bestående av De rödgrönrosa. I valet 2018 tappade detta block tre mandat. De rödgrönrosa var fortsatt större än Alliansen, men inget av de politiska blocken hade egen majoritet. Sverigedemokraterna, som stod utanför blocken, hade en potentiell vågmästarroll. Miljöpartiet lämnade då det rödgrönrosa samarbetet för att istället bilda en majoritetskoalition  tillsammans med Alliansen, vilken styrde kommunen mandatperioden 2018 till 2022.
Efter valet 2022 bildades ett rödgrönt majoritetsstyre med Socialdemokraterna, Vänsterpartiet och Miljöpartiet, med socialdemokraten Karin Wanngård som finansborgarråd och kommunstyrelsens ordförande.

### Kommunalråd
Bland kommunalråden, som i Stockholm tituleras borgarråd, anses finansborgarrådet (för närvarande Karin Wanngård) ha den främsta positionen (i egenskap av kommunstyrelsens ordförande), och tillsätts sedan 1930-talet alltid av fullmäktiges majoritet. Med början efter valet 1994 tillsätts alla borgarråd som har en särskild rotel av den politiska majoriteten, medan oppositionen tillsätter oppositionsborgarråd; innan dess delade man upp rotlarna mellan alla de större partierna i fullmäktige.

### Politik
Stockholm är Sveriges till folkmängden största kommun, vars politiska debatt ofta präglas av storstadsrelaterade frågor som infrastruktur och byggande. 

#### Bostadspolitik
År 2021 fanns det 478 439 bostäder i kommunen, varav 433 008 var lägenheter i flerbostadshus. Den vanligaste upplåtelseformen var bostadsrätter, totalt var 249 241 bostadsrätter och 188 459 var hyresrätter. Det är mycket stor variation i upplåtelseformerna mellan stadsdelarna. Till exempel saknade Rinkeby år 2014  bostadsrätter helt och hållet (0 procent) medan närliggande Kista (12 027 invånare) hade en andel på 83 procent.
Andelen hyresrätter har minskat kraftigt sedan 1990 på grund av ombildning till bostadsrätter inom såväl Allmännyttan som hos privata fastighetsägare. Exempelvis bestod Östermalm stadsdelsområde år 1990 till 70 procent av hyresrätter. 2014 var 67,5 procent av lägenheterna bostadsrätter.
Efter valet 2014 stoppade den nya majoriteten alla ombildningar av Allmännyttans bestånd.

### Kommunfullmäktige
| Presidium 2022–2026    | Presidium 2022–2026 | Presidium 2022–2026 |
| ---------------------- | ------------------- | ------------------- |
| Ordförande             | S                   | Olle Burell         |
| Förste vice ordförande | M                   | Cecilia Brinck      |
| Andre vice ordförande  | V                   | Sara Stenudd        |

#### Mandatfördelning 2022
Mandaten i Stockholms kommunfullmäktige fördelades efter kommunvalet 2022 enligt följande:
| 16 | 31 | 6 | 9 | 7 | 8 |  | 20 |

| 48 | 53 |

### Nämnder

#### Kommunstyrelse
Totalt har kommunstyrelsen 13 ledamöter och 13 ersättare.
| Presidium 2022–2026    | Presidium 2022–2026 | Presidium 2022–2026 |
| ---------------------- | ------------------- | ------------------- |
| Ordförande             | S                   | Karin Wanngård      |
| Förste vice ordförande | M                   | Christofer Fjellner |
| Andre vice ordförande  | V                   | Clara Lindblom      |

Kommunstyrelsens förvaltning finns i stadsledningskontoret, som har ansvar för styrning, uppföljning och utveckling av kommunens verksamheter. Förvaltningen arbetar med strategiska frågor och skall ha ett övergripande ansvar för hela verksamheten. Kommunen har därutöver  stadsdelsförvaltningar, facknämnder och bolag, som tillsammans har över 40 000 anställda.

#### Övriga nämnder
Facknämnderna fattar beslut om verksamheter som gäller i hela staden, så  som skola, idrott, miljö, kultur, gatuskötsel och stadsplanering. Fackförvaltningarna genomför sedan nämndernas beslut.
| Nämnd                         | Ordförande | Ordförande             | Vice ordförande | Vice ordförande           | Andre vice ordförande | Andre vice ordförande |
| ----------------------------- | ---------- | ---------------------- | --------------- | ------------------------- | --------------------- | --------------------- |
| Arbetsmarknadsnämnden         | S          | Arvid Vikman Rindevall | C               | Johan Kling               | M                     | Frida Bengtsson       |
| Avfallsnämnden                | MP         | Gabrielle Gjerswold    | M               | Anna Cederschiöld         | S                     | Gunnar Söderholm      |
| Exploateringsnämnden          | S          | Anders Österberg       | M               | Dennis Wedin              |                       |                       |
| Fastighetsnämnden             | V          | Clara Lindblom         | M               | Henrik Virro              |                       |                       |
| Förskolenämnden               | V          | Alexandra Mattsson     | L               | Åsa Nilsson Söderström    |                       |                       |
| Idrottsnämnden                | S          | Maria-Elsa Salvo       | C               | Mikael Peterson           |                       |                       |
| Krisledningsnämnden           | S          | Karin Wanngård         | M               | Christofer Fjellner       | V                     | Clara Lindblom        |
| Kulturnämnden                 | S          | Torun Boucher          | L               | Isabel Smedberg-Palmqvist |                       |                       |
| Kyrkogårdsnämnden             | V          | Sara Stenudd           | M               | Jan Tigerström            |                       |                       |
| Miljö- och hälsoskyddsnämnden | MP         | Åsa Lindhagen          | L               | Elin Hjelmestam           |                       |                       |
| Servicenämnden                | S          | Eva Risberg            | M               | Anette Hellström          |                       |                       |
| Socialnämnden                 | S          | Alexander Ojanne       | L               | Jan Jönsson               |                       |                       |
| Stadsbyggnadsnämnden          | S          | Jan Valeskog           | C               | Jonas Naddebo             |                       |                       |
| Trafiknämnden                 | MP         | Lars Strömgren         | M               | Dennis Wedin              |                       |                       |
| Utbildningsnämnden            | S          | Emilia Bjuggren        | M               | Andréa Hedin              |                       |                       |
| Valnämnden                    | S          | Andrea Törnestam       | M               | Fredrik Wallner           |                       |                       |
| Äldrenämnden                  | V          | Robert Mjörnberg       | KD              | Nike Örbrink              |                       |                       |
| Överförmyndarnämnden          | S          | Fredrik Pettersson     | KD              | Ewa Samuelsson            |                       |                       |

Källa:

### Valresultat 2022
Partiers starkaste valdistrikt, valet 2022:
| Parti                            | Valdistrikt                        | Valdistrikt | Kommun  |
| Parti                            | Starkaste                          | Andel       | Andel   |
| -------------------------------- | ---------------------------------- | ----------- | ------- |
| S                                | Kista 4 Akalla V                   | 44,73 %     | 29,43 % |
| M                                | Oscar 2 Garnisionen-Diplomatstaden | 47,68 %     | 18,33 % |
| V                                | Skarpnäck 4 Bergsrådsvägen mfl     | 40,71 %     | 15,37 % |
| SD                               | Farsta 29 Sköndal C                | 18,36 %     | 8,03 %  |
| L                                | Västerled 1 Smedslätten V          | 23,39 %     | 7,98 %  |
| C                                | S:t Göran 2 Fredhäll N             | 20,32 %     | 6,69 %  |
| MP                               | Skarpnäck 11 Björkhagen Ö          | 16,86 %     | 6,03 %  |
| KD                               | Oscar 2 Garnisionen-Diplomatstaden | 13,47 %     | 3,83 %  |
| FI                               | Skarpnäck 1 Bagarmossen S          | 5,19 %      | 1,18 %  |
| MED                              | Västerled 3 Stora Mossen           | 3,87 %      | 1,17 %  |
| PNy                              | Spånga 27 Rinkeby mellersta        | 29,92 %     | 0,93 %  |
| AfS                              | Farsta 5 Gubbängen Ö               | 1,29 %      | 0,28 %  |
| PP                               | Engelbrekt 19 Lappkärrsberget Ö    | 1,31 %      | 0,22 %  |
| Data hämtat från Valmyndigheten. |                                    |             |         |

### Internationella relationer
Stockholms kommun är medlem i ett flertal internationella organisationer och nätverk. I syfte att bekämpa klimatförändringarna deltar man i C40 Cities - Climate Leadership Group, ett samarbete kommunen deltagit i sedan 2007. 10 år senare blev kommunen medlemmar i WHO:s globala nätverk för åldersvänliga städer och samhällen, WHO Global Network for age-friendly Cities and Communities (GNAFCC). Andra medlemskap var i början av 2020-talet i organisationerna EIT Urban Mobility, Carbon Neutral Cities Alliance (CNCA), OECD Inclusive Growth initiative, Strong Cities Network, Local Governments for Sustainability (ICLEI) och Eurocities.
Stockholms kommun saknar formella vänortsavtal. Policyn år 2022 var att "vänortsavtal i princip inte tecknas men att alla huvudstäder av princip är vänorter till Stockholm" men att "avgränsade avtal mellan fackförvaltningar i olika städer kan tecknas i enskilda fall".

## Ekonomi och infrastruktur

### Näringsliv

#### Industri
Sysselsättningen inom industrisektorn ökade fram till 1950-talet, därefter har sektorns betydelse för sysselsättningen minskat. Detta beror dock inte enbart på att företagen minskade sin verksamhet utan också på att företag som växte inom metall- och elektroteknik förpassades från innerstan till ytterområden, förorter och förstäder som en följd av bland annat utrymmesbrist. Flera företag valde också, i synnerhet under 1950- och 1960-talen, att flytta produktionen annorstädes men behöll huvudkontoren i Stockholm. Stockholms norra del fick under  1980-talet en påtaglig industri- och annan företagstillväxt. Som exempel kan nämnas att  Kistaområdet blev ett centrum för modern högteknologi. Totalt svarade den tidigare stora industrisektorn för omkring fem procent av den totala sysselsättningen i början av 2020-talet. Då var de större industrierna  Ericsson-koncernen, IBM Svenska AB, livsmedelsföretaget Carlsberg Sverige AB samt ett antal företag i början på 2020-talet inom den grafiska industrikoncernen Bonnier.

#### Tjänster och turism
Samtidigt som industrisektorn successivt minskat sedan 1950-talet har service- och administrativa funktioner växt. Exempelvis har  en stor del av svenskt näringslivs  huvudkontor samlats i kommunen tillsammans med företagens administrativa  personal, ledning för intresseorganisationer, finansorgan men också för offentlig förvaltning. Således har en stor andel av Sveriges största företag inom industri och handel liksom banker, finans- och försäkringsbolag samt reklambyråer och konsultföretag sina huvudkontor i Stockholms kommun. Kring huvudkontoren har det sedan vuxit fram alla upptänkliga former av service samt radio, TV, tidningar och bokförlag. Samtidigt har allt fler statliga verk och institutioner flyttats från området till andra delar av landet. I början av 2020-talet sysselsattes 85 procent inom sektorn.

### Infrastruktur

#### Transporter
Innerstaden och city har hittills varit den  främsta platsen för Stockholms arbetsmarknad. Detta kan härledas till näringslivets sammansättning, där verksamheter med stort kontaktbehov, är förlagda dit. Tyngdpunkten på centrum har förstärkts av att de kollektiva transportnäten,  så som tunnelbane- och pendeltågsnäten, byggts ut radiellt. I egenskap av att kommunen är medelpunkt för Sveriges näringsliv och förvaltning återspeglas också i transportförbindelserna. Exempelvis sammanstrålar flera av Sveriges viktigaste järnvägar i Stockholm. Bromma flygplats är förlagda till kommunen. Kommunen är också  en av landets största hamnstäder med ett flertal hamnanläggningar, exempelvis Stockholms frihamn. Det går också regelbundet färjor till och från de finska orterna Helsingfors, Åbo och Mariehamn på Åland samt till ryska Sankt Petersburg, estniska Tallinn och lettiska Riga.

#### Utbildning och forskning
År 2022 fanns 254 grundskolor, varav 109 var fristående. För gymnasieelever fanns 90 gymnasieskolor, varav 65 var fristående. Bland de fristående hittas Campus Manilla gymnasium på Östermalm och Nordiska musikgymnasiet i Hägersten–Älvsjö.
Vid Stockholms universitet studerade 30 500 helårsstudenter och 1 400 doktorander i början av 2020-talet. I kommunen hittas även Kungliga Tekniska högskolan, som bildades 1827. Handelshögskolan i Stockholm finansieras primärt genom privata investeringar och utbildar kandidat- och masterstudenter inom ämnen som exempelvis Business & Economics och Retail Management. Forskning bedrevs inom områdena nationalekonomi, finansiell ekonomi, företagsekonomi och angränsande forskningsområden.
Nedan presenteras andelen personer med minst tre års eftergymnasial utbildning i åldersgruppen 25-64 år:
| År   | Andel (Stockholm) | Andel (Sverige) |
| ---- | ----------------- | --------------- |
| 1985 | 15,9%             | 9,5%            |
| 1990 | 18,8%             | 11,4%           |
| 1995 | 21,6%             | 12,3%           |
| 2000 | 28,4%             | 16,2%           |
| 2005 | 33,3%             | 20,3%           |
| 2010 | 37,0%             | 23,6%           |
| 2015 | 40,0%             | 26,2%           |
| 2020 | 43,3%             | 29,6%           |

## Befolkning

### Demografi

#### Befolkningsutveckling
Kommunen har 995 821 invånare (31 mars 2025), vilket placerar den på 1:a plats avseende folkmängd bland Sveriges kommuner. Befolkningstillväxten i kommunen år 2010-2035 prognostiseras till +27%.
| Befolkningsutvecklingen i Stockholms kommun 1900–2020 | Befolkningsutvecklingen i Stockholms kommun 1900–2020 | Befolkningsutvecklingen i Stockholms kommun 1900–2020 | Befolkningsutvecklingen i Stockholms kommun 1900–2020 | Befolkningsutvecklingen i Stockholms kommun 1900–2020 |
| ----------------------------------------------------- | ----------------------------------------------------- | ----------------------------------------------------- | ----------------------------------------------------- | ----------------------------------------------------- |
|                                                       |                                                       |                                                       |                                                       |                                                       |
| År                                                    |                                                       |                                                       | Folkmängd                                             |                                                       |
| 1900                                                  | 1900                                                  |                                                       | 300 523                                               |                                                       |
| 1910                                                  | 1910                                                  |                                                       | 343 832                                               |                                                       |
| 1920                                                  | 1920                                                  |                                                       | 419 788                                               |                                                       |
| 1930                                                  | 1930                                                  |                                                       | 502 203                                               |                                                       |
| 1940                                                  | 1940                                                  |                                                       | 590 543                                               |                                                       |
| 1950                                                  | 1950                                                  |                                                       | 744 562                                               |                                                       |
| 1960                                                  | 1960                                                  |                                                       | 808 603                                               |                                                       |
| 1970                                                  | 1970                                                  |                                                       | 744 911                                               |                                                       |
| 1975                                                  | 1975                                                  |                                                       | 665 202                                               |                                                       |
| 1980                                                  | 1980                                                  |                                                       | 647 214                                               |                                                       |
| 1985                                                  | 1985                                                  |                                                       | 659 030                                               |                                                       |
| 1990                                                  | 1990                                                  |                                                       | 674 452                                               |                                                       |
| 1995                                                  | 1995                                                  |                                                       | 711 119                                               |                                                       |
| 2000                                                  | 2000                                                  |                                                       | 750 348                                               |                                                       |
| 2005                                                  | 2005                                                  |                                                       | 771 038                                               |                                                       |
| 2010                                                  | 2010                                                  |                                                       | 847 073                                               |                                                       |
| 2015                                                  | 2015                                                  |                                                       | 923 516                                               |                                                       |
| 2020                                                  | 2020                                                  |                                                       | 975 551                                               |                                                       |

#### Utländsk bakgrund
Den 31 december 2020 utgjorde antalet invånare med utländsk bakgrund (utrikes födda personer samt inrikes födda med två utrikes födda föräldrar) 331 339, eller 33,96 % av befolkningen (hela befolkningen: 975 551 den 31 december 2020).
| Historisk utveckling av personer med utländsk bakgrund i Stockholm | Historisk utveckling av personer med utländsk bakgrund i Stockholm | Historisk utveckling av personer med utländsk bakgrund i Stockholm | Historisk utveckling av personer med utländsk bakgrund i Stockholm |
| ------------------------------------------------------------------ | ------------------------------------------------------------------ | ------------------------------------------------------------------ | ------------------------------------------------------------------ |
| Årtal                                                              | Antal personer med utländsk bakgrund                               | Totala antalet personer i Stockholm                                | Andel av totala befolkningen                                       |
| 2002                                                               | 189 938                                                            | 758 148                                                            | 25,1 %                                                             |
| 2003                                                               | 193 702                                                            | 761 721                                                            | 25,4 %                                                             |
| 2004                                                               | 197 374                                                            | 765 044                                                            | 25,8 %                                                             |
| 2005                                                               | 202 393                                                            | 771 038                                                            | 26,2 %                                                             |
| 2006                                                               | 211 123                                                            | 782 885                                                            | 27,0 %                                                             |
| 2007                                                               | 219 224                                                            | 795 163                                                            | 27,6 %                                                             |
| 2008                                                               | 227 388                                                            | 810 120                                                            | 28,1 %                                                             |
| 2009                                                               | 238 417                                                            | 829 417                                                            | 28,7 %                                                             |
| 2010                                                               | 247 541                                                            | 847 073                                                            | 29,2 %                                                             |
| 2011                                                               | 257 710                                                            | 864 324                                                            | 29,8 %                                                             |
| 2012                                                               | 267 231                                                            | 881 235                                                            | 30,3 %                                                             |
| 2013                                                               | 275 618                                                            | 897 700                                                            | 30,7 %                                                             |
| 2014                                                               | 283 764                                                            | 911 989                                                            | 31,1 %                                                             |
| 2015                                                               | 291 026                                                            | 923 516                                                            | 31,5 %                                                             |
| 2016                                                               | 299 925                                                            | 935 619                                                            | 32,1 %                                                             |
| 2017                                                               | 311 401                                                            | 949 761                                                            | 32,8 %                                                             |
| 2018                                                               | 320 902                                                            | 962 154                                                            | 33,4 %                                                             |
| 2019                                                               | 329 644                                                            | 974 073                                                            | 33,8 %                                                             |
| 2020                                                               | 331 339                                                            | 975 551                                                            | 34,0 %                                                             |

#### Invånare efter de vanligaste födelseländerna
Den 31 december 2021 utgjorde folkmängden i Stockholms kommun 978 770 personer. Av dessa var 252 750 personer (25,8 %) födda i ett annat land än Sverige.
| Historisk utveckling av utrikes födda personer i Stockholm | Historisk utveckling av utrikes födda personer i Stockholm | Historisk utveckling av utrikes födda personer i Stockholm | Historisk utveckling av utrikes födda personer i Stockholm |
| ---------------------------------------------------------- | ---------------------------------------------------------- | ---------------------------------------------------------- | ---------------------------------------------------------- |
| Årtal                                                      | Antal utrikes födda personer                               | Totala antalet personer i Stockholm                        | Andel av totala befolkningen                               |
| 2002                                                       | 145 703                                                    | 758 148                                                    | 19,2 %                                                     |
| 2003                                                       | 148 045                                                    | 761 721                                                    | 19,4 %                                                     |
| 2004                                                       | 150 272                                                    | 765 044                                                    | 19,6 %                                                     |
| 2005                                                       | 153 857                                                    | 771 038                                                    | 20,0 %                                                     |
| 2006                                                       | 160 618                                                    | 782 885                                                    | 20,5 %                                                     |
| 2007                                                       | 166 746                                                    | 795 163                                                    | 21,0 %                                                     |
| 2008                                                       | 172 772                                                    | 810 120                                                    | 21,3 %                                                     |
| 2009                                                       | 181 090                                                    | 829 417                                                    | 21,8 %                                                     |
| 2010                                                       | 187 585                                                    | 847 073                                                    | 22,1 %                                                     |
| 2011                                                       | 195 039                                                    | 864 324                                                    | 22,6 %                                                     |
| 2012                                                       | 201 827                                                    | 881 235                                                    | 22,9 %                                                     |
| 2013                                                       | 207 790                                                    | 897 700                                                    | 23,1 %                                                     |
| 2014                                                       | 213 278                                                    | 911 989                                                    | 23,4 %                                                     |
| 2015                                                       | 218 324                                                    | 923 516                                                    | 23,6 %                                                     |
| 2016                                                       | 225 203                                                    | 935 619                                                    | 24,1 %                                                     |
| 2017                                                       | 234 703                                                    | 949 761                                                    | 24,7 %                                                     |
| 2019                                                       | 248 708                                                    | 974 073                                                    | 25,5 %                                                     |
| 2020                                                       | 248 922                                                    | 975 551                                                    | 25,5 %                                                     |
| 2021                                                       | 252 750                                                    | 978 770                                                    | 25,8 %                                                     |

Följande länder är de 15 vanligaste födelseländerna för befolkningen i Stockholms kommun.
| Födelseland 31 december 2021 | Födelseland 31 december 2021 | Födelseland 31 december 2021 | Födelseland 31 december 2021 | Födelseland 31 december 2021 |
| ---------------------------- | ---------------------------- | ---------------------------- | ---------------------------- | ---------------------------- |
| Nr                           | Land                         | Antal                        | Andel                        | Andel i hela riket           |
| 1                            | Sverige                      | 726 020                      | 74,18 %                      | 80,00 %                      |
| 2                            | Irak                         | 16 004                       | 1,64 %                       | 1,40 %                       |
| 3                            | Finland                      | 15 289                       | 1,56 %                       | 1,31 %                       |
| 4                            | Iran                         | 12 557                       | 1,28 %                       | 0,80 %                       |
| 5                            | Polen                        | 11 613                       | 1,19 %                       | 0,91 %                       |
| 6                            | Indien                       | 8 659                        | 0,88 %                       | 0,45 %                       |
| 7                            | Somalia                      | 8 447                        | 0,86 %                       | 0,67 %                       |
| 8                            | Turkiet                      | 7 743                        | 0,79 %                       | 0,52 %                       |
| 9                            | Syrien                       | 7 193                        | 0,73 %                       | 1,88 %                       |
| 10                           | Kina                         | 6 892                        | 0,70 %                       | 0,36 %                       |
| 11                           | Eritrea                      | 6 577                        | 0,67 %                       | 0,46 %                       |
| 12                           | Storbritannien               | 6 035                        | 0,62 %                       | 0,31 %                       |
| 13                           | Tyskland                     | 5 388                        | 0,55 %                       | 0,51 %                       |
| 14                           | Etiopien                     | 5 253                        | 0,54 %                       | 0,22 %                       |
| 15                           | USA                          | 5 232                        | 0,53 %                       | 0,23 %                       |

## Kultur

### Kulturarv
År 2022 fanns 98 byggnadsminnen i kommunen. Sju av dessa finns på Djurgården och inkluderar exempelvis teater- och konsertlokalen Cirkus och Sveriges största kulturhistoriska museum, Nordiska museet. I gamla stan fanns 16 byggnadsminnen, så som Petersenska huset och Postmuseum. På Kungsholmen hittas fem stycken – Bostadshus på fastigheten Vindruvan 10, Gamla Polishuset, Kungliga Myntet, Stockholms Rådhus och Sven Markelius kollektivhus. 15 byggnadsminnen, däribland Kungliga tekniska högskolan, hittas på Norra Djurgården medan 23 hittas på Norrmalm. Almgrens sidenväveri och sex andra minnen hittas på Södermalm. Resterande är fördelade på Vasastaden, Östermalm, Nordvästra ytterstaden och Sydvästra ytterstaden.
I kommunen finns sedan 1994 ett av Unesco klassat världsarv, Skogskyrkogården.

### Kommunvapen

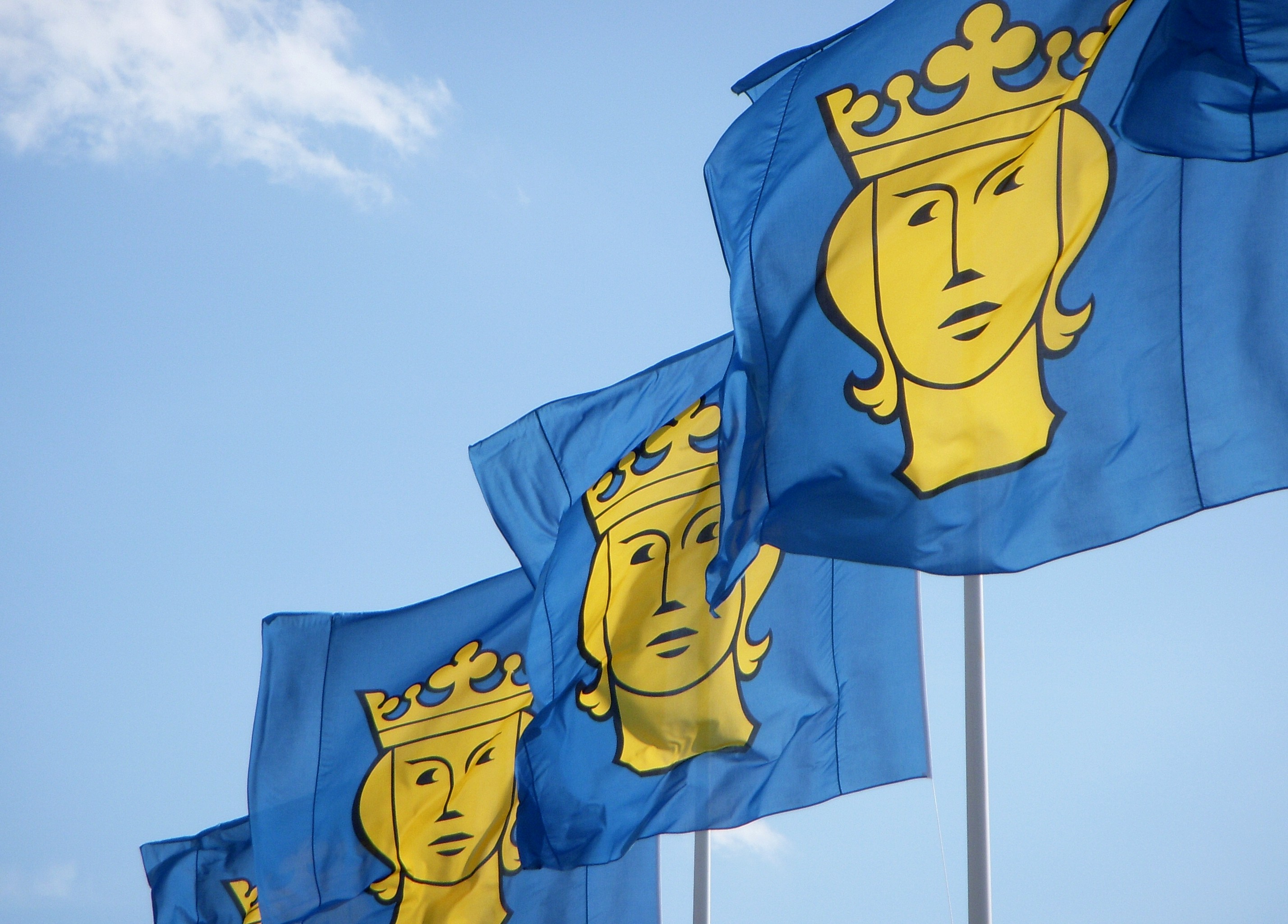
Stockholms vapenflagga i flera exemplar här utanför Eriksdalsbadet.

Stockholms stadsvapen är beskrivet enligt följande blasonering: I blått fält ett krönt S:t Erikshuvud av guld. Ett krönt manshuvud är äldst belagt för Stockholms stad i ett sigill från 1370-talet. Huvudet kom snart att tolkas som stadens och rikets skyddspatron Erik den helige. Det konkurrerade länge med en öppen krona. Den bild vi är vana vid att se som Stockholms vapen utformades på 1920-talet av konstnären Yngve Berg och antogs av stadsfullmäktige 1923. Vapnet fastställdes av Kungl. Maj:t först 1934. Det registrerades enligt de nya reglerna för kommunvapen i Patent- och registreringsverket 1974.
Staden har ett eget typsnitt Stockholm Type och Stockholm Type Display ritade av Emmanuel Rey. Logotypen S:t Erik finns ofta med i stadens kommunikation som ofta är i NCS S 7502Y (mörkgrå). Stadens flaggor är kvadratiska, i färgerna PMS 285, PMS 109 och PMS Black.